# Albert Siegenthaler
Albert Siegenthaler (* 5. Oktober 1938 in Endingen; † 25. Mai 1984 in Leibstadt) war ein Schweizer Bildhauer und Plastiker.

## Leben und Werk
Albert Siegenthaler absolvierte von 1953 bis 1958 in Olten eine Steinhauerlehre. Zudem besuchte er Steinfachkurse an der Kunstgewerbeschule in St. Gallen. Anschliessend war er für ein Jahr Tages- und für zwei Jahre Abendschüler an der Kunstgewerbeschule Zürich. Seine dortigen Lehrer waren Ernst Gubler, Walter Roshardt und Franz Fischer.  
Von 1960 bis 1963 hielt sich Albert Siegenthaler an der École nationale supérieure des beaux-arts in Paris auf, wo er ein Schüler von René Collomarini und Ossip Zadkine war. Siegenthaler entwickelte in Paris seine eigene Bildsprache, weg vom Figurativen hin zu abstrakten, organischen Formen, vorerst in Stein und Holz.
Während der Mitarbeit an Grossplastiken im Atelier François Stahly lernte er die Bildhauerin Gillian White kennen. Das Paar heiratete 1962 in Paris. 1963 erfolgte der Umzug nach London, wo beide an der Bauhütte der Westminster Abbey arbeiteten. Von 1965 bis 1966 erhielt Siegenthaler ein Gaststipendium am Royal College of Art. Ab Mitte der 1960er-Jahre schuf er vorwiegend farbige Metallplastiken, die sich stilistisch zwischen Pop Art und konkreter Kunst bewegen. Siegenthaler erhielt 1964, 1965 und 1967 ein eidgenössisches Kunststipendium sowie 1965 den Kunstpreis des Aargauer Kunstvereins. Auch engagierte er sich in der Aargauer Kunsthauskommission, in der Beratungsstelle Kunst am Bau von «Pro Argovia», in der Schulpflege in Stilli sowie im Vorstand der Musikschule.
Albert Siegenthaler war Mitglied der Sektion Aargau der GSMBA. Seine Werke stellte er in zahlreichen Gruppenausstellungen aus und arbeitete für einzelne Wettbewerbs-Projekte mit Willi Müller-Brittnau und Willi Schoder zusammen. Als Heiner Kielholz und Christian Rothacher 1970 die Aufnahme in die GSMBA von älteren Mitgliedern der Sektion Aargau verweigert wurde, kam es zum Eklat. In der Folge traten Siegenthaler, Willy Müller-Brittnau, Willi Schoder und Hugo Suter aus der Sektion aus. Zudem organisieren sie im Badener «Trudelhaus» die Gruppenausstellung «Aargau 70» mit Werken jüngerer Künstler. 

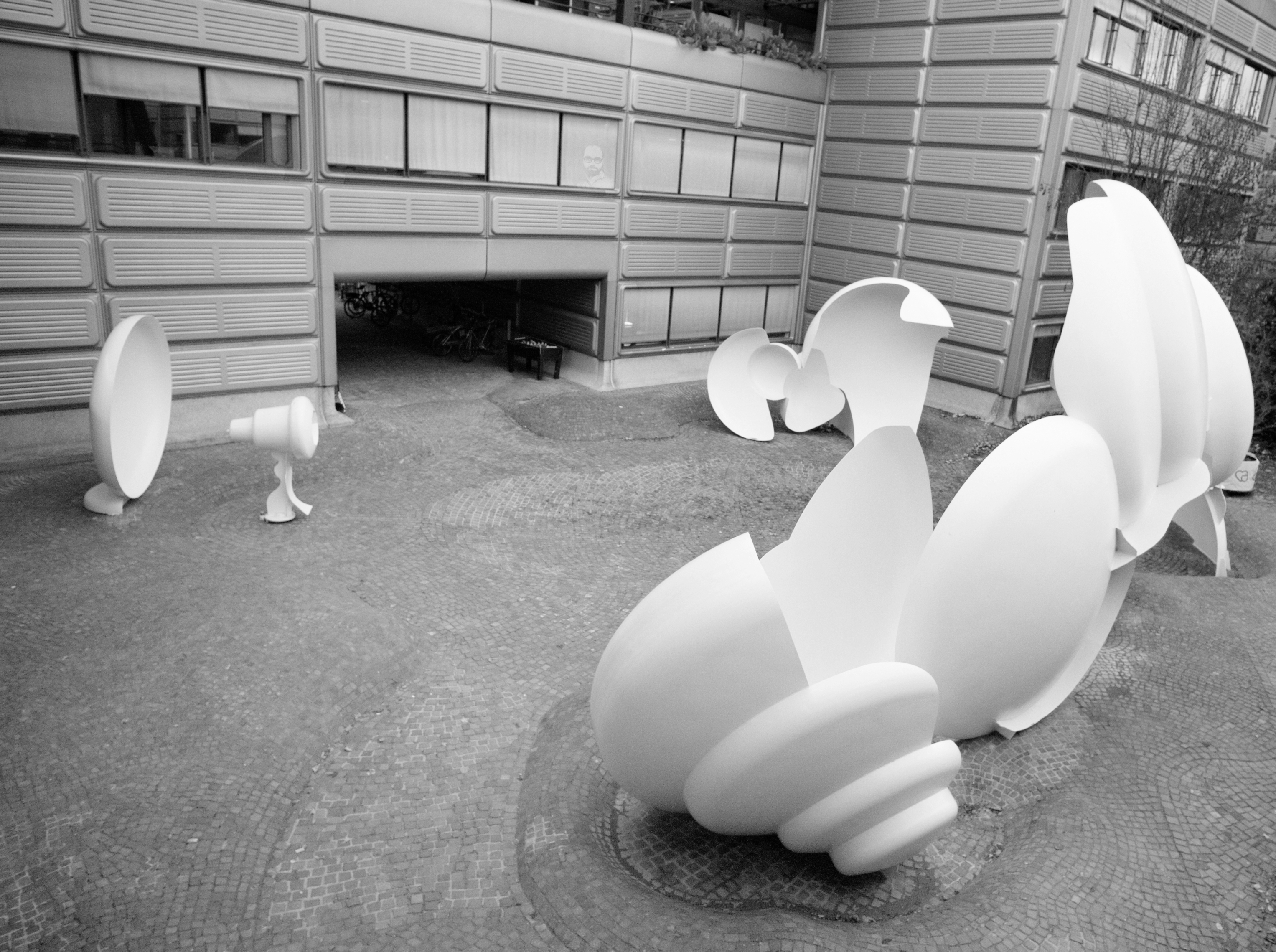
Echodrome, École polytechnique fédérale de Lausanne

Nach der Geburt des zweiten Kindes siedelte Siegenthaler mit Familie 1977 von London in die Schweiz über, wo sie sich in Leibstadt nieder liessen. Albert Siegenthaler schuf nebst Holz, Stein, Plexiglas und weiteren Kunststoffen, mehrheitlich Metallplastiken für den öffentlichen Raum, so in Aarau, Brugg, Lausanne, Schaffhausen und Baden. Von 1975 bis 1978 schuf das Künstlerpaar aus Cortonstahl den «Totentanz» im Südgarten des Kantonsspitals Baden. In Folge der Wirtschaftskrise konnten jedoch andere Wettbewerbsbeiträgeh nicht realisiert werden.
Für den Rathausgarten hinter dem Aargauer Kunsthaus schuf das Künstlerpaar 1980 das «Südtor». Die grosse Stahlplastik gehört zum mehrteiligen Monumentalwerk «Paradise Lost», welches 1980 an der Schweizer Plastikerausstellung in Biel gezeigt und danach wieder demontiert wurde.
Albert Siegenthalers letztes Werk «Echodrom» für die École polytechnique fédérale de Lausanne konnte er nur noch in den Anfängen mitgestalten, da er an den Folgen eines Hirntumors verstarb. Das Werk wurde 1988 von Gillian White vollendet. 
1987 fand eine Gedenkausstellung für Albert Siegenthaler im Rathausgarten statt.